# Søleopard
En søleopard er en stor sæl, som lever af bl.a. pingviner. Den lever i området omkring Antarktis.
Den æder lyskrebs, sæler, pingviner, fisk og blæksprutter.
Søleoparden er et rovdyr. Dens føde består af 45 % lyskrebs, 35 % sæler, 10 % pingviner og 10 % fisk og blæksprutter. Søleoparden fanger ofte de voksne pingviner i vandet, mens den fanger pingvinernes unger, når de er på isen.
Søleoparden bruger de massive kæber med de skarpe tænder, når den fanger pattedyr og fugle.

## Samspil med mennesker
Søleoparden er modig, stærk og nysgerrig. Der er ikke langt mellem dens nysgerrighed og dens rovdyropførsel, og dem kan finde på at 'lege' med pingviner, den ikke har til hensigt at æde. Omvendt kendes der også tilfælde, hvor den har gået til angreb tilfældigt. National Geographic-fotografen Paul Nickeln har fotograferet en søleopard, der bragte pingviner, først levende, senere sårede og slutteligt døde, til ham, sandsynligvis i et forsøg på at lære fotografen at jage selv.
I almindelighed er søleoparden et farligt rovdyr, også over for mennesker, men angreb på mennesker sker kun sjældent.
 Der er for få eller ingen kildehenvisninger i denne artikel, hvilket er et problem. Du kan hjælpe ved at angive troværdige kilder til de påstande, som fremføres i artiklen.